# Pseudocalpe
Pseudocalpe là một chi bướm đêm thuộc họ Erebidae.